# Barbula novo-guinensis
Barbula novo-guinensis är en bladmossart som beskrevs av Brotherus 1895. Barbula novo-guinensis ingår i släktet neonmossor, och familjen Pottiaceae. Inga underarter finns listade i Catalogue of Life.